# اسپایرو ۲: خشم ریپتو!
اسپایرو ۲: خشم ریپتو! (انگلیسی: Spyro 2: Ripto's Rage!) دومین سری از مجموعه بازی های اسپایرو است که در سال 1999 توسط اینسامنیاک گیمز ساخته و توسط اینسامنیاک گیمز برای پلی استیشن منتشر شده است.

## خلاصه داستان
مدتی پس از شکست گنستی نورک، اسپایرو اژدها و همکارش اسپارکس (سنجاقک)، که از بارانهای مداوم در منطقه صنعتگران خسته شده بودند، تصمیم میگیرند به سواحل اژدها سفر کنند. اما هنگام عبور از دروازه، اسپایرو به جای مقصد مورد نظر، در گلیمر فرود میآید—یکی از قلمروهای سرزمین فانتزی آوالار. الورا فاون، هانتر چیتا، و پروفسور او را به آنجا احضار کردهاند. آنها توضیح میدهند که یک هفته قبل، در حال آزمایش یک دستگاه دروازه بزرگ بودند که ناخواسته ریپتو—جادوگر خشمگین و مستبد—به همراه نوکرانش، کراش و گالپ را به آوالار فراخواندند. ریپتو که از بودن در دنیایی بدون اژدها (موجوداتی که به نظر او آفت هستند) خوشحال بود، تصمیم به تصرف آوالار گرفت. این باعث شد الورا و دیگران با پراکنده کردن کرههای جادویی که نیروی دروازه را تأمین میکردند در سراسر قلمروها، آن را غیرفعال کنند. وقتی ریپتو و همراهانش برای جمعآوری کرهها رفتند، الورا به فکر احضار یک اژدها برای مقابله با او افتاد—و اینگونه شد که اسپایرو به آوالار کشیده شد. پس از آنکه ریپتو دروازه ورود او را نابود کرد و اسپایرو در آوالار گیر افتاد، او قبول میکند که در نبرد علیه ریپتو به آنها کمک کند.